# Bụi rậm Briddlesford
Bụi rậm Briddlesford là một địa điểm được quan tâm khoa học đặc biệt (SSSI) rộng 167,2 ha và Khu bảo tồn đặc biệt (SAC) nằm ở phía nam cầu Wootton trên đảo Wight ở Anh. Địa điểm này đã được chỉ định là SAC vào năm 1995 để công nhận quần thể nhân giống quan trọng quốc tế của dơi Bechstein đang cư trú ở đó. Phần lớn các bụi rậm tạo thành một phần của Khu bảo tồn thiên nhiên Briddlesford, được sở hữu và quản lý bởi Ủy ban nhân dân về các loài có nguy cơ tuyệt chủng (PTES), một tổ chức từ thiện.